# Genaro Riestra
Genaro (o Jenaro) Riestra Díaz (México DF, 1905-Bilbao, 28 de julio de 1957) fue un político español. Militante de Falange, llegaría a ser su dirigente en México hasta su expulsión del país en 1939. Posteriormente regresaría a España, donde ejerció como secretario nacional del Servicio Exterior de Falange así como gobernador civil de varias provincias.

## Biografía
Riestra, que habría nacido en México DF en 1905, realizó sus estudios en Gijón.
Delegado en México del Servicio Exterior de Falange desde 1936 (o simplemente jefe del partido allí), ilegalizada la Falange en el país en 1939, Riestra fue expulsado por el gobierno mexicano el 5 de abril de ese año. Al parecer, uno de los motivos de su expulsión fue que no se había nacionalizado mexicano. Nombrado de forma controvertida por Ramón Serrano Suñer para el puesto de cónsul general en La Habana en noviembre de 1940, Riestra nunca llegó a tomar posesión del cargo; el gobierno cubano, que en abril de 1939 también había ilegalizado la Falange, detuvo y expulsó a Riestra y a otros 200 falangistas en el verano de 1941. Durante su etapa en Cuba habría logrado crear una importante red falangista a lo largo de toda la isla.
En septiembre de 1941 fue nombrado secretario nacional del Servicio Exterior;  fue sucedido en 1943 por Sergio Cifuentes González de Posadas al ser nombrado este último para el cargo en agosto de dicho año.
En abril de 1943 relevó a Francisco Rodríguez Acosta como gobernador civil de la provincia de Pontevedra. Ejerció el cargo hasta septiembre de 1944, cuando fue sucedido por Luis Ponce de León Cabello, alcalde de la ciudad. Fue nombrado entonces gobernador civil de Vizcaya. Desempeñó igualmente el cargo de jefe provincial del Movimiento. Llevó a cabo como gobernador civil de Vizcaya una implacable represión de la huelga de mayo de 1947. Riestra, que fue consejero nacional del Movimiento, desempeñó igualmente la posición de procurador en las Cortes franquistas desde 1944 hasta su fallecimiento.
Falleció en el Santo Hospital del Generalísimo Franco de Bilbao en la madrugada del 28 de julio de 1957.

## Reconocimientos
- Gran Cruz de la Orden del Mérito Civil (1947)[23]
- Gran Cruz de la Orden de Cisneros (1949)[24]
- Gran Cruz de la Orden Imperial del Yugo y las Flechas (1953)[25]